# Benin világörökségi helyszínei
Benin területéről eddig két helyszín került fel a világörökségi listára, öt helyszín a javaslati listán várakozik a felvételre. 
| | Királyi paloták Abomeyben |
| Felvétel: 1985, kisebb módosítás: 2007 |                           |
| Kulturális (III)(IV) |                           |
| Hivatkozás: 323, védett terület: 47,6 ha, pufferzóna: 181,4 ha |                           |
| Dahomey királyságát a fon nép alapította 1625-ben. A 17. század végére hatalmuk megerősödött és az 1695 és 1900 között uralkodó tizenkét király idejében Nyugat-Afrika legerősebb királysága volt. Terjeszkedését a 18. század elején kezdte, amikor Agadja király uralkodása alatt folyamatosan elfoglalták a környéken rabszolgákkal kereskedő gyarmatosítók kereskedelmi központjait. A 19. században a birodalom határait észak felé is kiterjesztették és háborúkat vívtak a mai Nigéria területén élő népekkel is. A világörökségi helyszínhez a fővárosban, Abomeyben emelt, számos udvarral rendelkező fényűző királyi paloták tartoznak. A tizenkét király mindegyike építtetett palotát, ezeket falakkal vették körül, majd később az uralkodót is ott temették el. Az épületek legfontosabb építőanyaga az agyag, falaikat domborművekkel és szobrokkal díszítették, amelyek a fon nép életéből mutatnak be jeleneteket. A palotaépületeket a mai napig rendszeresen használják különféle szertartásokra és ünnepségekre, ezzel biztosítva a hagyományok továbbélését. |                           |

| | W Regionális Park |
| Benin, Burkina Faso és Niger közös világörségi helyszíne |                   |
| 1996, kiterjesztés: 2017 |                   |
| Természeti (IX)(X) |                   |
| Védett terület: 1 494 831 ha, puffer zóna: 1 101 221 ha, hivatkozás: 749 |                   |
| A nemzeti park, Nyugat-Afrika legnagyobb természetvédelmi területe a szavanna és az erdő közötti átmeneti régióban fekszik. Több ország osztozik rajta - Niger mellett Burkina Faso és Benin - de kezdetben csak a Nigerben fekvő 2200 négyzetkilométeres részét vették fel a világörökségi listára. A 2017-es ülésszakon kiterjesztették, így jelenleg a három ország közös világörökségi helyszíne. A park nevét a Niger folyó kanyargós, W alakú szakaszáról kapta. A folyó jobb partján szavannás, erdős területek és a szudáni-guineai zóna galériaerdői keverednek. A keveredés eredményeképpen élővilága sokszínű, számos növény- és állatfajjal. Eddig hozzávetőlegesen 70 emlősfajt és 350 madárfajt dokumentáltak. A lápos részek kiemelt fontosságú életterei az itt élő madaraknak. A madarak egy része időszakos költözés miatt nagy területet igényel és mivel a park összefügg több a szomszédos országokban védelem alá vont részeivel ez segíti ezen fajok túlélését. A park nagy testű emlőseiről is híres, megtalálható köztük a földimalac, a pávián, a bivaly, az Anubisz pávián, a gepárd, az elefánt, a víziló, a párduc, az oroszlán, a szervál, és a varacskos disznó. Az ismert növényfajok száma 454 ezek közül két orchideafaj csak Nigerben él. A Niger folyóba ömlik a Mékrou, ami egy mély szurdokot vágott a homokkőbe. Esős évszakban a folyó zuhatagok sorává válik, a száraz évszakban kiszárad és medrében vízililiomok nőnek. |                   |

## Javasolt helyszínek
| Megnevezés                                                     | Kép | Típus      | Kritérium | Év   | Link |
| -------------------------------------------------------------- | --- | ---------- | --------- | ---- | ---- |
| A benini rabszolgaút legfontosabb helyszínei                   |     | Kulturális | IV, VI    | 2021 | 6512 |
| Az Ouémé-folyó völgyének alsó szakasza                         |     | Vegyes     | V, IX     | 2020 | 6481 |
| Agongointo-Zoungoudo földalatti falu                           |     | Kulturális | I, IV     | 1998 | 988  |
| Porto-Novo régi negyedei és a királyi palota                   |     | Kulturális | VI, VI    | 1996 | 871  |
| W Regionális Park (kiterjesztés) és Észak-Benin népi élőhelyei |     | Kulturális | III, IV   | 1996 | 872  |